# Huracán Manuel
El huracán Manuel fue el decimosexto ciclón tropical formado durante la temporada de huracanes del Pacífico de 2013, así como el séptimo de ellos en alcanzar la categoría 1 de huracán. Fue el ciclón más destructivo de dicha temporada tras afectar seriamente el estado de Guerrero, al sur de México.
Manuel se originó a partir de un sistema de baja presión al sur de Acapulco el 13 de septiembre, su movimiento ya como ciclón tropical con dirección nornoroeste los siguientes días provocó, simultáneamente con el Huracán Ingrid en el golfo de México, fuertes lluvias y a su vez, inundaciones en gran parte del territorio mexicano, en donde se reportó como consecuencia, hasta el 23 de septiembre, un saldo de 123 muertos, 33 heridos, 68 desaparecidos, 59 mil evacuados, y al menos 218 mil 594 personas afectadas y 35 mil viviendas dañadas.

## Historia meteorológica

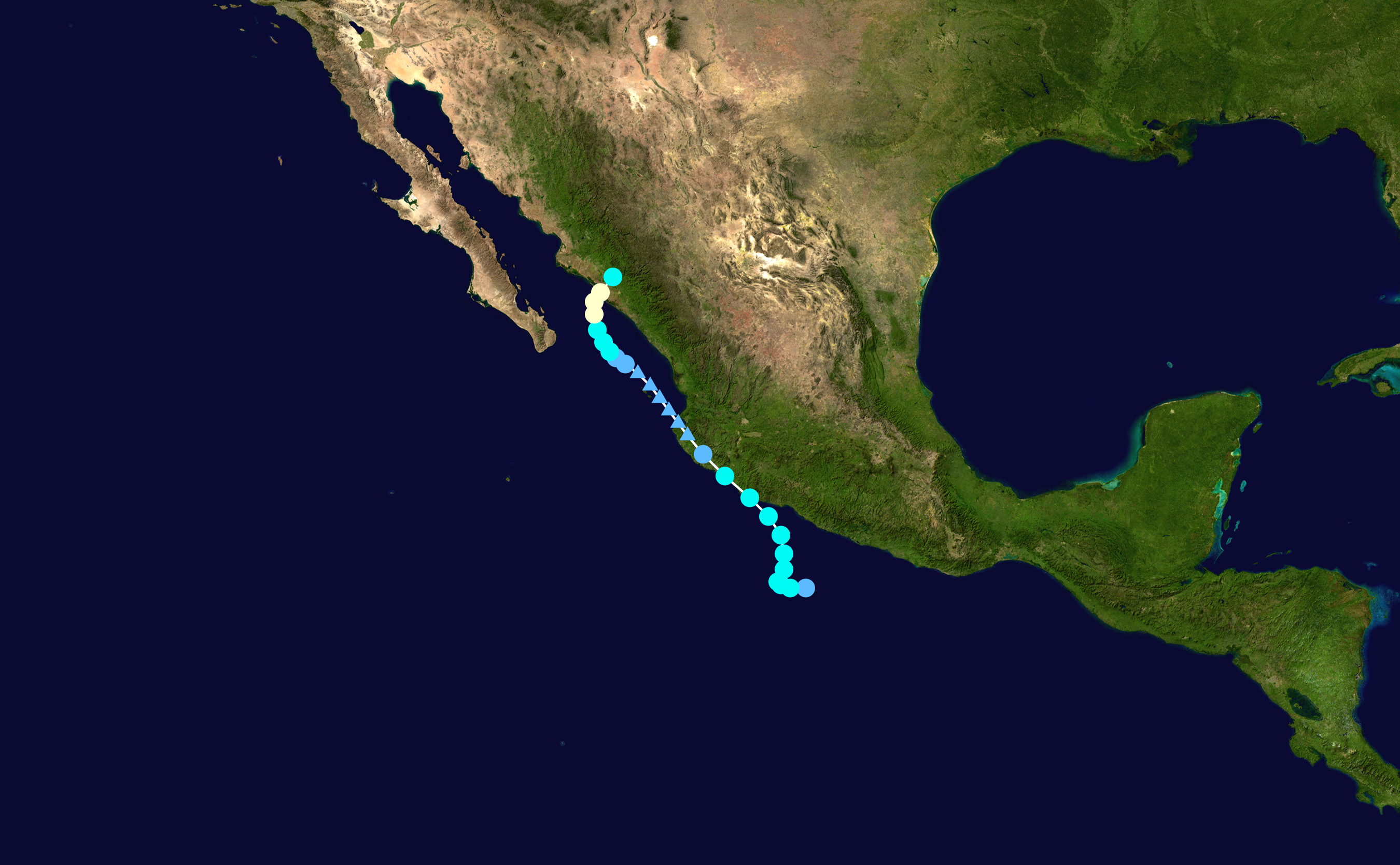
Trayectoria de Manuel.

Se formó de una baja presión que se encontraba al sur de México. Fue un huracán categoría 2 pero bajo a NHC (13 de septiembre de 2013). «Manuel Public Advisory number 2» (en inglés). Consultado el 19 de septiembre de 2013.
Volver arriba ↑ 1 y este poseía un centro bien definido y una convexión organizada; por eso la NHC declaró la formación de la Depresión tropical Trece-E, ubicado a 225 kilómetros al sur de Zihuatanejo, México. La depresión se encontraba en aguas cálidas además de que una cizalladura de viento se encontraba débil. Es decir, las condiciones ambientales eran muy cómodas para una intensificación. Por eso, la depresión se convirtió en la Tormenta tropical Manuel a 240 kilómetros al sursudoeste de Zihuatanejo. Dicho esto el Gobierno de México emitió una alerta de tormenta tropical para el Estado de Guerrero, y un aviso de inudación para los estados de Oaxaca y Chiapas. A las 03:00 UTC del 14 de septiembre la tormenta disminuyó su velocidad de desplazamiento hasta estar casi estacionario, esto se debe a que Manuel se encontraba en un área de "giro de escala sinóptica" asociada con Ingrid lo que estaría propiciando su desplazamiento hacia el noreste. La tormenta se intensificó y, por la razón de estar estacionario, descargó lluvias torrenciales con acumulaciones máximas de hasta 15 pulgadas. Dicho esto, y por tener al Huracán Ingrid en el golfo de México, el servicio de protección civil alertó a doce estados del país a estar preparados para enfrentar las lluvias. Con el paso de las horas el sistema estuvo organizándose más: elongando y mostrando simetría en sus bandas nubosas, y a las 09:00 UTC del 15 de septiembre la tormenta alcanzó su primer pico de intensidad de vientos de 110 km/h. A las 21:00 UTC, Manuel tocó tierra a 20 kilómetros al norte de Manzanillo debilitándose a depresión tropical seis horas después. A pesar de esto las lluvias persistían provocando inundaciones en los estados de Colima, Guerrero, Jalisco y Oaxaca. El 16 de septiembre, el sistema se disipó al oeste de México.
Los remanentes de Manuel salieron al mar por el estado de Jalisco y una vez ahí comenzó a regenerarse, hasta que el día 18 de septiembre alcanzó nuevamente la categoría de depresión tropical. El ciclón continuó intensificándose hasta que unas horas más tarde el Centro Nacional de Huracanes lo catalogó como huracán categoría 1, con vientos de 120 km/h y rachas de 150 km/h. Manuel siguió su recorrido bordeando la costa sinaloense y en las primeras horas del día 19 de septiembre, cuando cruzaba por la costa de municipio de Navolato, se quedó estacionario durante varias horas. Más tarde, comenzó avanzar lentamente, y a las 9:00 hora local tocó tierra en la comunidad de La Reforma, municipio de Angostura. Siguió su trayecto hacia el este y se introdujo al municipio de Mocorito, después a Badiraguato, y se disipó en el vecino estado de Chihuahua.

## Impacto

### Guerrero

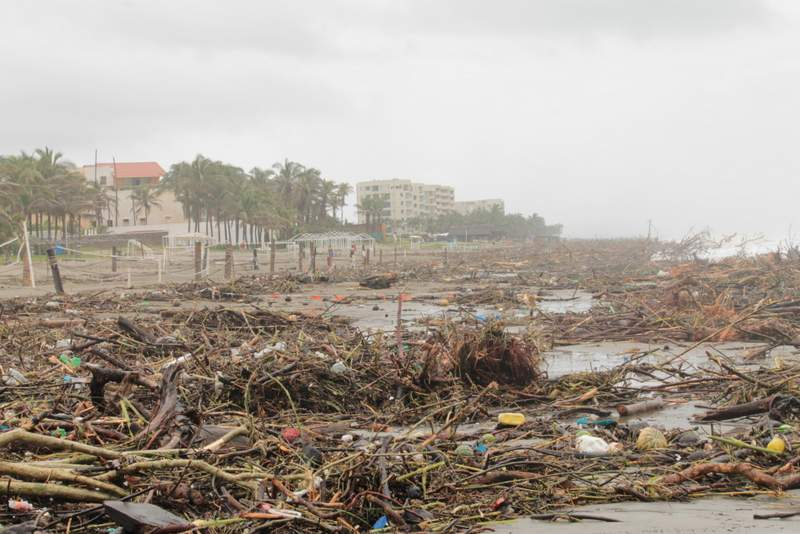
Estragos causados por la tormenta tropical Manuel en la playa Revolcadero en Acapulco.

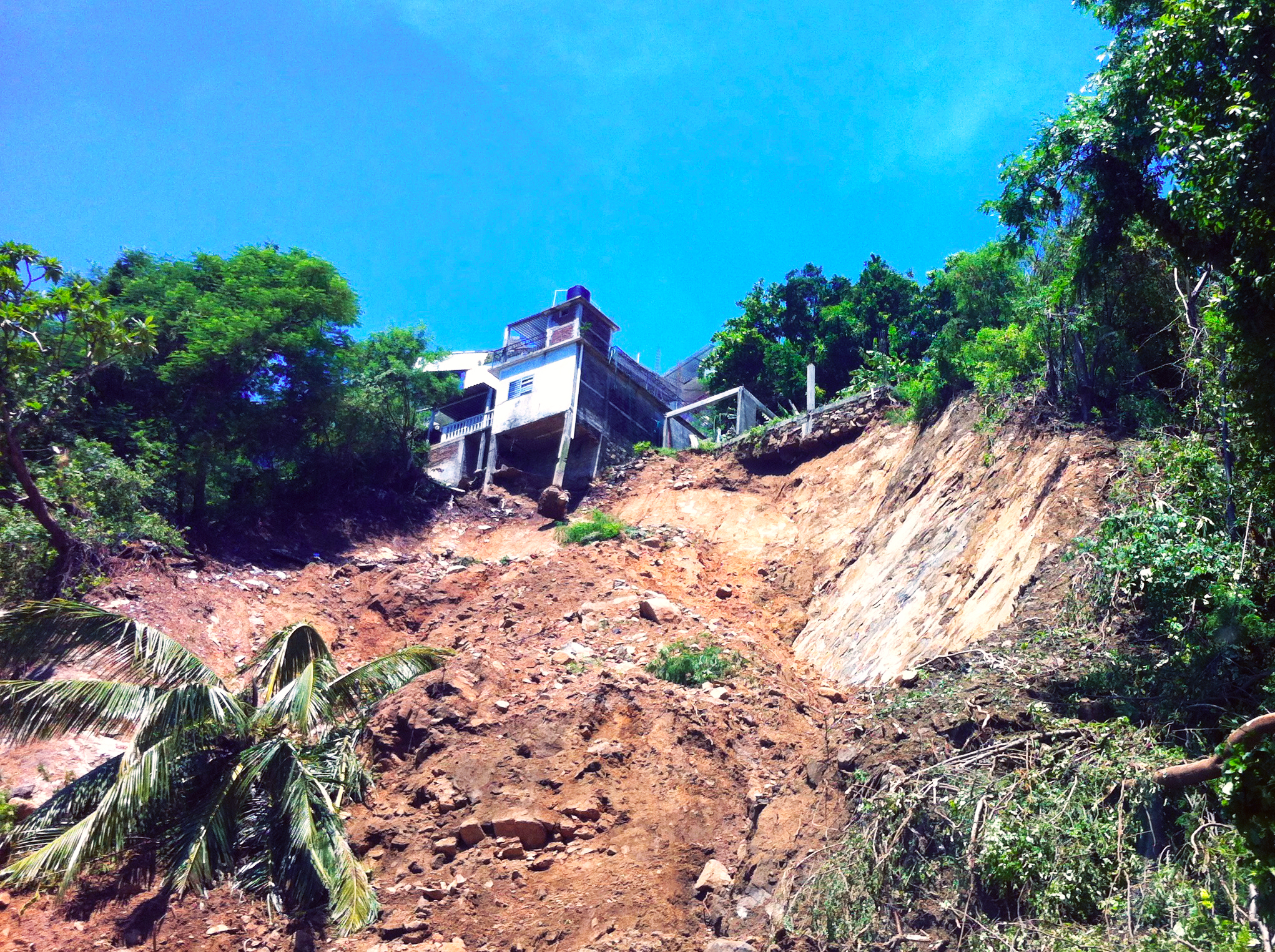
Corrimiento de tierra en la carretera Acapulco - Pie de la Cuesta, en el tramo conocido como "La Frente del Diablo", causado por los efectos de la Tormenta tropical Manuel.

Las lluvias provocadas por la tormenta tropical Manuel los días 15 y 16 de septiembre, cuando este se localizaba al sur de la costa de Michoacán, afectaron severamente al estado en más de la mitad de su territorio, resultando afectados 59 de los 81 municipios que lo conforman. La mayoría quedaron incomunicados por bloqueos causados por deslaves y otros con cortes debido a la creciente de escurrimientos pluviales, arroyos y ríos. El puerto de Acapulco, la ciudad más poblada de la entidad, quedó incomunicada desde el 15 de septiembre vía terrestre con otras localidades debido a cortes en las principales vías que conectan al puerto, incluyendo la Autopista del Sol, la Carretera Federal 95 y la Carretera Federal 200. Hasta el 16 de septiembre, se reportó la muerte de 24 personas en Acapulco y daños por inundaciones en 17 colonias, la mayoría de ellas localizadas en la zona Diamante de la ciudad en donde la Laguna Negra de Puerto Marqués y el río de La Sabana se desbordaron. También se cerró la comunicación vía aérea a este puerto debido a que la infraestructura del Aeropuerto Internacional General Juan N. Álvarez resultó afectada por las inundaciones.
En la Autopista del Sol (Cuernavaca - Acapulco) se reportaron afectaciones en 20 tramos entre Chilpancingo y Acapulco, por lo que permaneció cerrada totalmente a la circulación vehicular entre el 15 y 20 de septiembre. En la carretera Federal 95 (Carretera Federal México-Acapulco) se registraron cinco deslaves que provocaron el bloqueo total de la vía. Por otro lado, la carretera Federal 200, en su tramo Acapulco - Zihuatanejo, también quedó interrumpida al colapsar parte de un puente cerca de Coyuca de Benítez.
En la ciudad capital Chilpancingo fueron reportados hasta el 16 de septiembre cuatro decesos. Los efectos de Manuel en esta ciudad provocaron el desbordamiento de la presa Cerrito Rico y del río Huacapa inundando unos 20 asentamientos y arrastrando varias casas; de igual forma causó la suspensión del suministro eléctrico en gran parte de la ciudad, así como el servicio de telefonía celular y de larga distancia. Chilpancingo también quedó incomunicado con otras localidades vía terrestre por varias horas, hasta que fue restablecido el tramo de la Autopista del Sol, entre esta ciudad y Cuernavaca, el 16 de septiembre por la tarde.
En la región de Costa Grande, en la comunidad de La Pintada, municipio de Atoyac de Álvarez, un alud sepultó a gran parte de la población, contabilizándose 68 desaparecidos.
En la región de Tierra Caliente, la crecida del río Balsas inundó numerosas localidades y destruyó el puente que conecta a San Miguel Totolapan y a Ajuchitlán del Progreso con la Carretera Federal 51 (Iguala - Ciudad Altamirano), dejando incomunicados a alrededor de 28 mil habitantes de dichos municipios. La corriente del río también destruyó la rampa de transición o terraplén del puente Miguel Alemán de Coyuca de Catalán, cortando la comunicación vía terrestre de esta localidad con Ciudad Altamirano.

#### La Montaña
En la región de La Montaña, las fuertes lluvias provocaron la crecida de ríos que incomunicaron a numerosas localidades, inundaron escuelas y arrastraron un número indeterminado de casas; también se colapsaron los servicios de telefonía celular e Internet. Fueron reportados 29 muertos, 22 de ellos solo en el municipio de Malinaltepec, además de afectaciones en localidades que conforman la franja de la carretera Tlapa - Marquelia, entre ellas Atlamajalcingo del Monte y Malinaltepec. El 17 de septiembre, el tesorero municipal del Ayuntamiento de Tlacoapa reportó que una camioneta del transporte público fue arrastrada por el desbordamiento de un río, con un número indeterminado de víctimas. En las localidades de Tlacoapa y Totomixtlahuaca, la creciente del río Tameaco y los deslaves destruyeron alrededor de mil 200 viviendas.
En la porción norte de la región, el río Tlapaneco causó inundaciones en Alpoyeca, Tlaquiltepec y Huamuxtitlán, además de cortes en la Carretera Federal 93 que conecta a Tlapa con el estado de Puebla. También afectó el puente El Zopilote, en la carretera que comunica a Huamuxtitlán con Cualác. La carretera Tlapa - Marquelia, principal vía de comunicación entre La Montaña y la Costa Chica, también quedó interrumpida en numerosos tramos.
Manuel se convirtió en el segundo huracán más destructivo en Guerrero después de 16 años cuando el Huracán Paulina azotó la misma entidad. Sin embargo, en nivel de daños y pérdidas Manuel superó a Paulina, pero por otro lado, Paulina causó mayor número de muertes.

### Michoacán
Se reportaron daños en 21 municipios del estado, en 13 de ellos de gravedad, por lo que se estimó que un promedio de 8 a 10 mil personas resultaron afectadas en 3 mil viviendas. Los municipios de Huetamo, San Lucas y Lázaro Cárdenas se mantuvieron en contingencia y en alerta de inundaciones ante el posible desfogue de las presas. Por otra parte, se reportaron 3 mil hectáreas de diferentes cultivos afectadas en la entidad, principalmente de maíz, sorgo y trigo.

### Colima
En esta entidad, afectada directamente por la tormenta tropical Manuel al tocar tierra la noche del 15 de septiembre, se reportaron 1600 damnificados de 7 municipios. El 18 de septiembre, fue reportada la muerte de una persona en Tecomán, aunque no se precisó si fue a causa directa del ciclón. La Secretaría de Gobernación emitió dos declaratorias de emergencia para la entidad, la primera de ellas para diez municipios, y la segunda, a modo emergente para siete de ellos.

### Sinaloa
El paso de Manuel por la entidad en la mañana del 19 de septiembre, ya con la categoría 1 de huracán, provocó la muerte de tres personas y afectó a 60 comunidades, por lo que se estimó que las lluvias dejaron a unos 100 mil damnificados. En la entidad se reportó el desbordamiento de todos los ríos de la entidad, dejando a 15 comunidades incomunicadas. También fue suspendido el suministro eléctrico en gran parte de las ciudades de Culiacán y Navolato.
Manuel aún como tormenta tropical, provocó fuertes lluvias en los municipios del sur del estado, especialmente en Mazatlán y El Rosario; se reportó también la inundación de algunas comunidades y deslaves en la Carretera Mazatlán-Durango. Los fuertes vientos también afectaron la ciudad de Culiacán en donde derribó decenas de árboles.
En Culiacán, Manuel registró una cifra récord de 412 mm de lluvia, que casi es equivalente a la precipitación que se registra en un año normal. Esto dejó como saldo la muerte de dos menores que fueron arrastrados por las corrientes de agua, 80% de la población quedó sin agua potable y miles de usuarios sin energía eléctrica; la crecida de los ríos Humaya y Tamazula y el desbordamiento del río Culiacán inundaron decenas de colonias, además de dejar numerosos árboles caídos. En la sindicatura de Costa Rica quedó casi bajo el agua, decenas de familias lo perdieron todo.
En el municipio de Navolato dejó como saldo una persona muerta, cientos de viviendas inundadas, la evacuación de más de mil familias, caminos cortados, árboles y postes derribados y la suspensión de los servicios de agua potable y energía eléctrica. La lluvia acumulada encendió la alerta roja en la sindicatura de Villa Juárez y el campo pesquero El castillo donde se desbordaron canales y drenes y el agua se introducía de manera peligrosa en los hogares, por fortuna la gente ya estaba en los albergues habilitados.Uno de los tramos carreteros más afectados por la caída de árboles fue la autopista Culiacán Navolato y la carretera 50 que comunica a Villa Juárez con la sindicatura de San Pedro, donde la gente salió con machete en mano para abrir el paso a los vehículos. En Angostura, municipio donde Manuel hizo su entrada, poblados como Chinitos, Palmitas, Gato de Lara y La Reforma quedaron bajo el agua, casi la totalidad de la población se quedó sin energía eléctrica, 50% de la población sin agua potable, muchas personas tuvieron que ser evacuadas a diferentes albergues y comunidades quedaron incomunicadas. La situación fue similar en los municipios de Mocorito y Badiraguato.
En total, Manuel dejó una precipitación histórica arriba de los 410 mm en la entidad, 95 comunidades y poblaciones rurales incomunicadas, 62 puentes dañados 200 mil habitantes sin energía eléctrica, 100 mil hectáreas de la red hidráulica siniestradas, 5 mil hectáreas de granjas acuícolas siniestradas, más de 4 mil personas evacuadas, 1700 kilómetros de la red carretera dañada, 50% de la infraestructura urbana dañada en Culiacán, Navolato, Mocorito y Angostura, más de 38 mil familias perdieron su patrimonio, 9 municipios con daño severo, 34,697 hectáreas de diverso cultivo siniestradas, 40% de la hortalizas de invernadero dañadas, 1008 escuelas con daños, más de 40 mil viviendas dañadas y alrededor de 175 mil damnificados.
Un hecho a destacar durante toda esta tragedia en el estado de Sinaloa, fue el que cientos de jóvenes llamados principalmente por las redes sociales formaron brigadas de apoyo en ayuda de las personas que resultaron afectadas por este huracán.

### Chihuahua
Ante la peligrosa dirección que tomaba el huracán hacia el estado, ya degradado a depresión tropical, el Gobierno Estatal alertó a toda la zona sur y centro del estado a extremar las precauciones ante la inminente llegada de los remanentes de Manuel a la entidad. Además, se estableció alerta máxima para 16 municipios.
Aunque este estado fue menos afectado; los remanentes del huracán se dirigieron hacia la sierra, dejando graves afectaciones en muchas comunidades del sur del estado, especialmente en la ciudad de Hidalgo del Parral. Luego de un recorrido por los puntos más críticos del río Parral, el cual se desbordó en diversos puntos de la ciudad; el jefe del Ejecutivo en el estado, sostuvo una reunión de evaluación en la que se pudieron advertir los riesgos a la población en la medida en la que el fenómeno avanzaba a esta zona de la entidad. Según un reporte obtenido, tan solo en la ciudad de Parral había alrededor de mil viviendas afectadas.
El gobierno monitoreó en todo momento los niveles de los ríos, igualmente, el mandatario estatal mencionó: "las precipitaciones están muy localizadas en Guadalupe y Calvo, Guachochi y Balleza, con afectaciones a Morelos y Batopilas y las lluvias se han generalizado en el sur del estado".
Por la tarde y antes de caer la noche del 20 de septiembre, acompañado de autoridades municipales y del ejército Mexicano, el gobernador volvió a recorrer algunos puntos críticos, trasladándose a las instalaciones de la mina La Prieta, de donde se pudo observar la creciente del río Parral y la magnitud de la afectación.
De ahí, el contingente se trasladó a uno de los albergues instalado en el Gimnasio Parral, donde el gobernador saludó e intercambió impresiones con las familias que estaban siendo auxiliadas, a quienes le dio seguridad indicándoles que estaban “en el lugar más seguro, pues hoy en la noche tendremos lo más fuerte y yo espero que ya mañana las condiciones hayan mejorado para que puedan regresar a sus hogares”, expresó.
En dicha ciudad se lograron acumular más de 90mm en un par de días, lo cual muestra la gravedad de las afectaciones por el ciclón.
Además, el tramo carretero Parral-Valle de Allende, en el sur del estado, fue cerrado en su circulación por autoridades debido a las lluvias intensas que se registraron. Lo anterior fue considerado con el fin de evitar tragedias en accidentes viales.
No se registraron víctimas por el temporal lluvioso en la región sur y centro del estado.

### Morelos
Indirectamente a causa del fenómeno meteorológico la parte sur y centro del estado fue afectada por lluvias de elevada intensidad que causaron estragos menores y leves inundaciones en ciertas zonas colindantes con el Estado de Guerrero para las Zonas Norte, Centro y Poniente se incrementaron las precipitaciones pluviales y tormentas mismas que en algunos casos causaron apagones momentáneos y caída de algunos árboles así como desgajamientos de tierra ligeros en ciertas partes. No hubo víctimas que lamentar según información oficial del gobierno del estado.
Las zonas metropolitanas de Cuernavaca y Cuautla solo tuvieron lluvias moderadas a intensas y tormenta eléctrica que, como ya se mencionó, causaron en algunas zonas ligeros apagones.

### Ciudad de México(y su área Metropolitana)
Coincidiendo con la temporada de lluvias, el fenómeno solo prolongó las mismas provocando intensidad leve a media aunque en algunas zonas también hubo inundaciones asimismo hubo una relativa baja de temperatura marcada por las precipitaciones, hecho que confirmó la presencia del fenómeno meteorológico, los gobiernos locales permanecieron en alerta por si las condiciones climáticas provocasen situaciones adversas comunes asociadas a ello. Fuera de lo señalado no se reportaron víctimas, además de ligeros apagones y tormentas eléctricas.

## Retiro del nombre
- En primavera de 2014, la Organización Meteorológica Mundial retiró el nombre de "Manuel" de la lista por sus daños en la costa oeste de México, este será reemplazado por "Mario" para la temporada 2019.